# Leche condensada

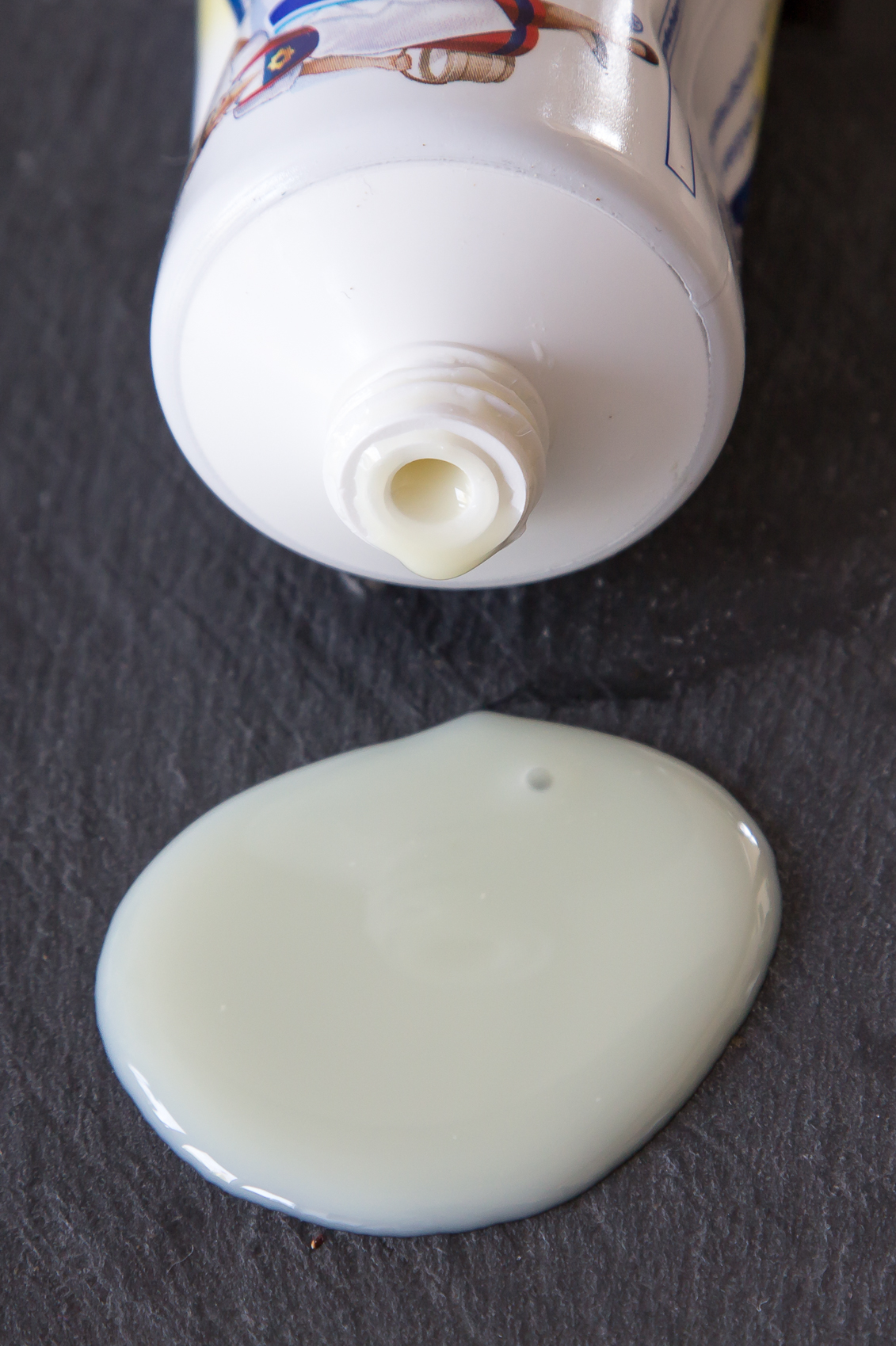
Leche condensada

La leche condensada es leche de vaca a la que se le ha extraído agua y agregado azúcar, lo que resulta en un producto espeso y de sabor dulce que puede conservarse durante varios años envasado sin refrigeración mientras no se haya abierto. El mismo producto sin agregados de azúcar se llamó leche evaporada, sin embargo, como esta versión no azucarada se estropea con mucha mayor facilidad, es poco común en la actualidad (en algunos países de habla hispana se llama «leche evaporada» a la leche condensada, por una antigua confusión entre los productos, tan similares).

## Proceso
La extracción del agua se realiza mediante una presión reducida, negativa o de vacío (aproximadamente 0,5 atmósferas) hasta obtener un líquido espeso, de una densidad aproximada de 1,3 g/mL. Esta sustracción de agua es conocida con los nombres de espesamiento, concentración y condensación. Después se le añade azúcar, en una proporción que va desde el 30 % (si la materia prima es leche entera) hasta el 50 % (si es leche descremada). También se somete a un tratamiento térmico, con el fin de garantizar la estabilidad del alimento a temperatura ambiente, mientras el envase esté cerrado. Debido a que la leche condensada tiene azúcar no se somete a esterilización posterior, a diferencia de la evaporada que no lo tiene. La alta concentración de azúcar debe impedir por sí sola el desarrollo de los gérmenes que queden en la leche después del precalentamiento. Si se calienta durante varias horas, la leche condensada se carameliza formando lo que se denomina dulce de leche, manjar o arequipe. Este proceso puede ser peligroso debido a que las latas que no se han abierto pueden explotar durante esta operación.
Un producto similar es la leche en polvo, que también es leche deshidratada, pero a la que no se le agrega azúcar. En este caso se le extrae absolutamente toda el agua a medida que se pulveriza, para este proceso se utiliza un secador en aerosol, quedando un polvo de color marfil claro.

## Aplicaciones

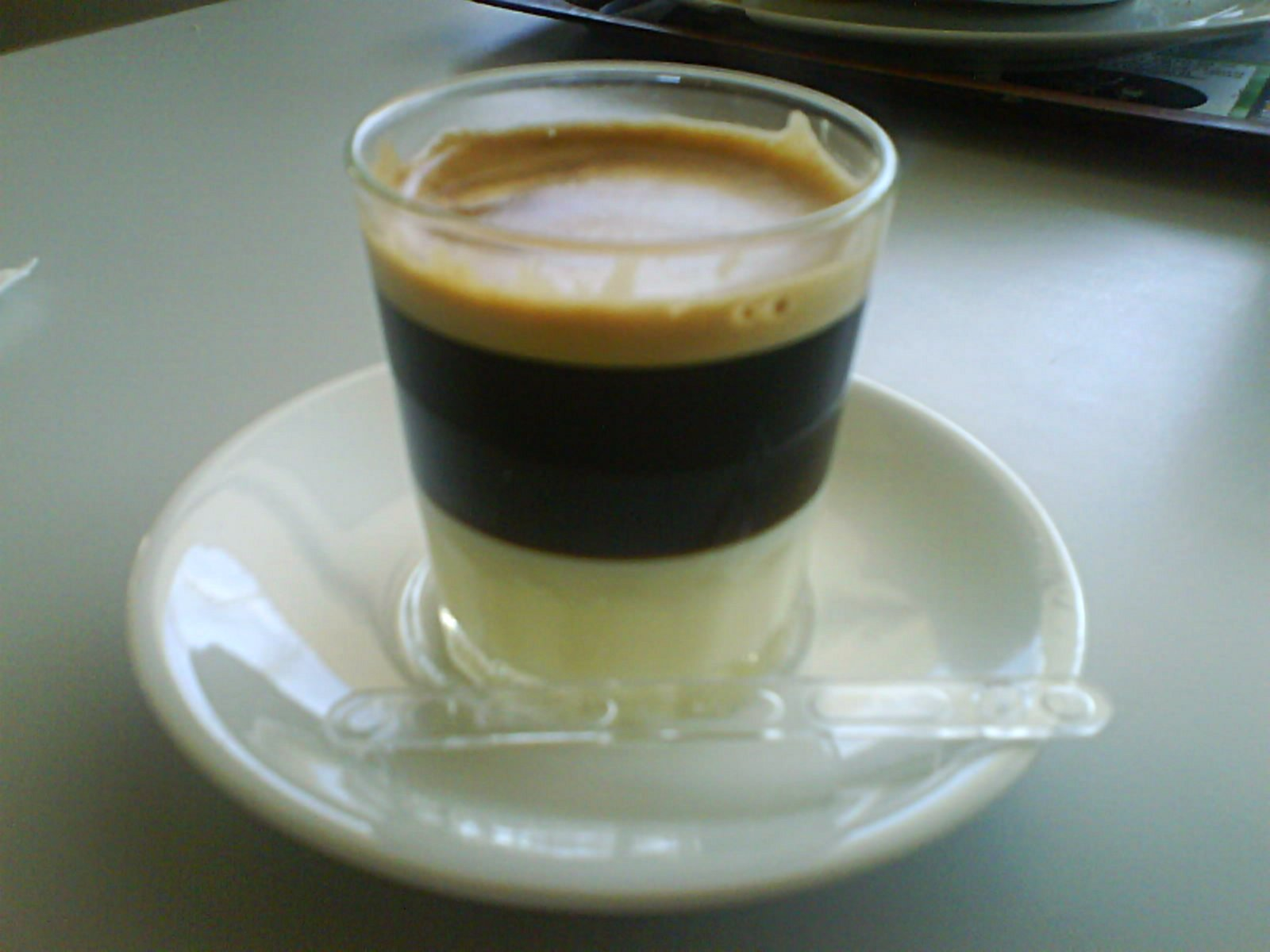
Café bombón.

La leche condensada se utiliza en numerosos postres de muchos lugares, incluidos España, Brasil, Hong Kong y Rusia, donde es conocida como „сгущёнка“ (sgushchyonka, literalmente “[lo que está] espeso”). En Alemania, la leche evaporada es mucho más común que la condensada (el término Kondensmilch se usa para lo que en español se denomina leche evaporada).
Muchos postres contienen leche condensada y es también un ingrediente clave en determinadas presentaciones de café como el cà phê sữa đá (un tipo de café vietnamita) o el café bombón (café con leche condensada). 
En algunos países latinoamericanos, la leche condensada es utilizada en diversas recetas gastronómicas de repostería, tales como arroz con leche, crema volteada, tres leches, granizados, etc.
En Venezuela se emplea en la elaboración del quesillo, así como para aderezar la chicha y los granizados (llamados raspados o cepillados).
En Perú y Chile se emplea principalmente en el famoso pie de limón. En este último país también es común mezclarla con cerveza negra, obteniendo la llamada malta con leche.
En el País Vasco es un ingrediente opcional de las muchas recetas del pastel vasco o "goxua".

## Historia
Según los escritos de Marco Polo, los tártaros eran capaces de condensar la leche. Diez libras (4,54 kg) de pasta de leche eran transportadas por cada hombre, que luego mezclarían el producto con agua. Sin embargo, probablemente hace referencia a la suave cuajada tártara que puede tomarse en forma bebida ("ayran") diluyéndola, y por lo tanto se refiere a concentrado de la leche fermentada, no fresca.
Nicolás Appert inventó la leche condensada en 1820, y Gail Borden, Jr. en 1852, porque la leche normal no se almacenaba bien sin refrigeración por más de unas pocas horas. En el siglo XIX eran frecuentes las intoxicaciones alimentarias provocadas por el consumo de leche debido a la contaminación de la leche por bacterias durante el proceso de ordeño de las vacas y la precariedad de los procesos de conservación. Mientras volvía de un viaje a Inglaterra en 1851, Borden quedó impresionado por la muerte de varios niños, al parecer debido a la leche de vaca en mal estado. Investigando durante menos de un año y estudiando sus propios fallos y los de otros, Borden encontró la inspiración en una cápsula de evaporación que había visto utilizar a los Shakers para condensar zumo, y fue capaz de reducir la leche sin quemarla ni cuajarla. A pesar de ello, sus primeras dos fábricas no tuvieron éxito y solo la tercera, construida con su nuevo socio, Jeremiah Milbank, en Wassaic (Nueva York), produjo un derivado de la leche duradero que no necesitaba refrigeración. Borden obtuvo una patente de fabricación en 1856 y fundó la New York Condensed Milk Company en 1857.
Posiblemente tuvieron una importancia similar para el futuro de la leche los requisitos de Borden para los granjeros que desearon venderle leche cruda. Les pidió que lavaran las ubres de las vacas antes de ser ordeñadas, mantener el suelo de los establos limpios y escaldar y secar los coladores por la mañana y por la noche. En 1858 la leche de Borden, vendida bajo la marca Eagle Brand, había ganado reputación por su pureza, durabilidad y precio. Pero no fue hasta el estallido de la Guerra de Secesión y la posterior demanda de leche condensada de larga duración por el ejército de la Unión cuando el éxito de Borden fue finalmente asegurado.
El gobierno federal de los Estados Unidos le pidió cantidades enormes como ración de campo durante la guerra y los soldados que volvían a casa actuaban como publicidad de boca a boca. A finales de la década de 1860 la leche representaba una importante industria. Se considera que Eagle Brand es la marca de productos alimenticios más antigua que sigue existiendo hoy día. La leche condensada se conoció en Europa en 1866, gracias a las instalaciones de Cham en Suiza.

## Datos de producción y consumo

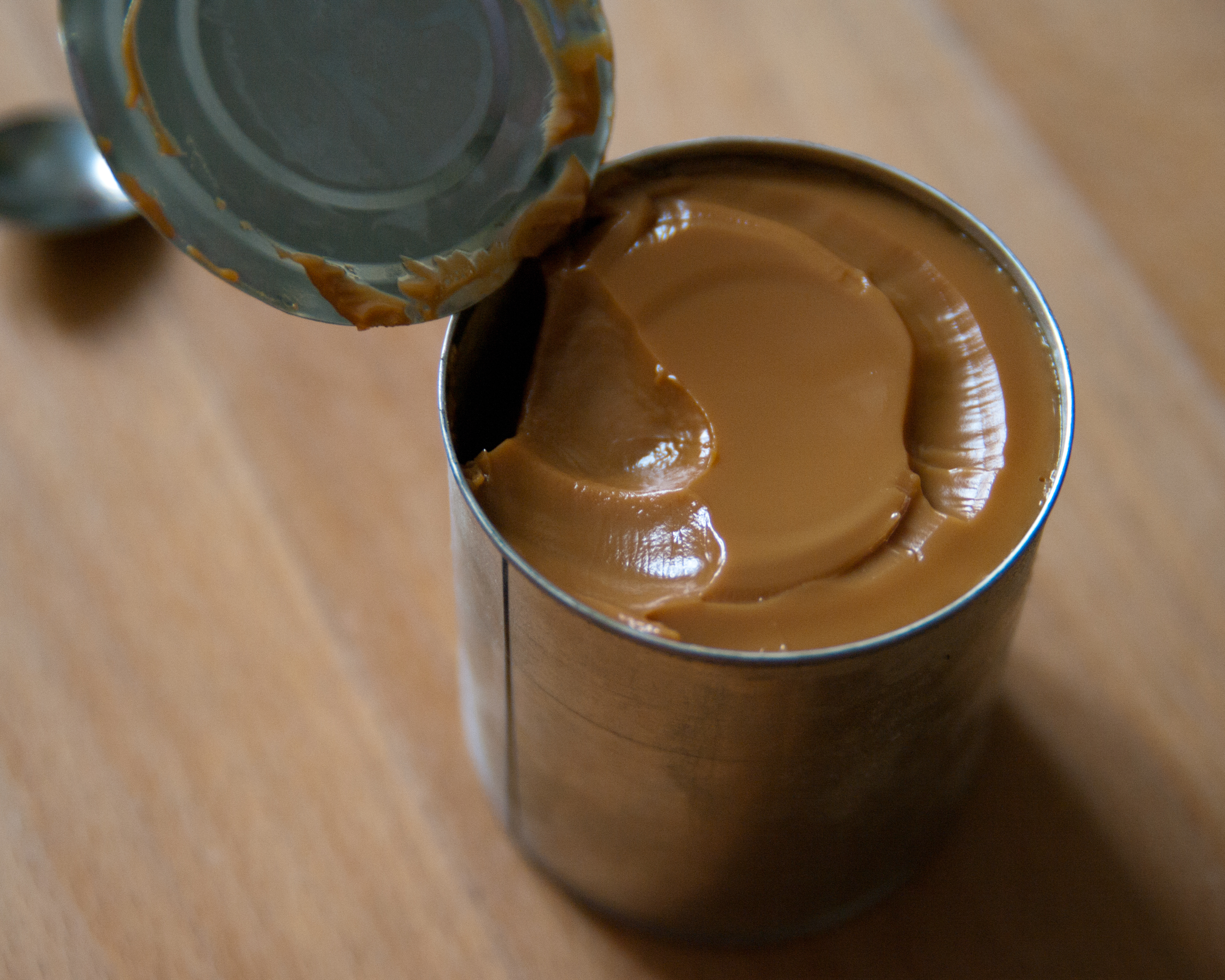
Dulce de leche casero elaborado con leche condensada.

La producción mundial de leche condensada asciende a 4.204.000 toneladas (datos de 1996). El principal productor es Estados Unidos (872.000 toneladas), seguido de Alemania (538.000 toneladas) y Países Bajos (330.000 toneladas).
Brasil es el mayor mercado de leche condensada del mundo y el producto tiene amplia utilización en la preparación de postres y bebidas típicos. La leche condensada se usa en la receta del dulce popular brigadeiro en el que la leche condensada es el ingrediente principal (la marca más famosa de leche condensada en Brasil es Leite Moça, [leche Moza], la versión local de la Milch Mädchen suiza comercializada por Nestlé), pay de limón, key lime pie, caramelos y otros postres.
En algunas zonas de Asia y Europa, la leche condensada es la preferida para añadir al café o teh Tarik. Una costumbre popular en Asia es la de poner la leche condensada sobre una tostada y tomarla de una manera similar a una tostada con mermelada. Nestlé ha producido incluso un frasco similar a los botes de mermelada Smucker's para usarla así. La leche condensada es un ingrediente importante en muchos postres y dulces de la India. Aunque la mayoría de los indios utilizan Khoya (leche normal reducida y endulzada), los envases de leche condensada también se han vuelto populares. En Malasia es el lácteo más consumido.
En Nueva Orleans se usa comúnmente como un topping en los granizados de chocolate o nata. En Escocia, se mezcla con azúcar y un poco de mantequilla y se hornea para formar una popular golosina dulce llamada tablet o swiss-milk-tablet. En algunas partes del Sur de Estados Unidos, la leche condensada es un ingrediente clave en la lemon icebox pie, una especie de pastel de crema. 
Durante la era del comunismo en Polonia era común hervir una lata de leche condensada en agua durante aproximadamente 2 horas. El producto resultante se llama kaymak, sustancia semilíquida dulce que puede ser utilizada para pasteles o ponerse entre obleas. Es menos común en la actualidad, pero recientemente algunos fabricantes de leche condensada han presentado productos de kaymak ya preparados. Hervir la lata de esta manera es fundamental para hacer el pastel de Banoffee y para la fabricación casera de dulce de leche.